# NGC 6816
NGC 6816 é uma galáxia elíptica (E-S0) localizada na direcção da constelação de Sagittarius. Possui uma declinação de -28° 24' 03" e uma ascensão recta de 19 horas, 44 minutos e 02,4 segundos.
A galáxia NGC 6816 foi descoberta em 30 de Julho de 1834 por John Herschel.